# Pasquale Acquaviva d'Aragona
Pasquale Acquaviva d'Aragona (Nápoles, 3 de novembro de 1718 - Roma, 29 de fevereiro de 1788) foi um cardeal do século XVIII

## Biografia
Nasceu em Nápoles em 3 de novembro de 1718. patrício napolitano. Segundo dos oito filhos de Giulio Antonio Acquaviva d'Aragona, décimo primeiro duque de Nardò, e Maria Spinelli, dos príncipes de Tarsia. As outras crianças eram Giovanni Girolamo, Carlo, Eleonora, Caterina, Francesca, Anna e Giuseppe. Sobrinho do cardeal Troiano Acquaviva d'Aragona (1732). Sobrinho-neto do cardeal Francesco Acquaviva d'Aragona (1706). Outros cardeais da família foram Giovanni Vincenzo Acquaviva d'Aragona (1542); Giulio Acquaviva d'Aragona (1570) e Ottavio Acquaviva d'Aragona, Sr. (1591). Outros cardeais da família são Ottavio Acquaviva d'Aragona, Jr. (1654);. Seus sobrenomes também estão listados como Aquaviva e d'Aragonia.
Cavaleiro da Ordem Soberana de Malta. Ingressou no estado eclesiástico e contou com o apoio de seu tio, o cardeal Troiano. Privado camareiro d'onore de Sua Santidade, maio de 1739. Nomeado protonotário apostólico participante , 18 de outubro de 1739; residente em Roma desde 1740. Capaz de apostólico trazer a Rosa de Ouro à Rainha Maria Amália de Nápoles em 24 de novembro de 1740. Referendário dos Tribunais da Assinatura Apostólica da Justiça e da Graça, 7 de setembro de 1741. Abade commendatario de S. Leonardo , Puglia, 1743. Pró-legado em Avignon, 1743-1753. Vice-legado em Avignon, de 16 de abril de 1744 a 28 de julho de 1754. Clérigo da Câmara Apostólica, dezembro de 1753-1759. Prefeito do Castello Sant'Angelo, Roma, dezembro de 1753-1766; ele ocupou o cargo após retornar de Avignon. Commissary general del mare , dezembro de 1753-1767; ele ocupou o cargo após retornar de Avignon. Pró-comissário dell'Armi , maio a agosto de 1756; e julho a outubro de 1766. Presidente de Urbino de 7 de outubro de 1766; pró-presidente depois que sua promoção ao cardinalato foi publicada em 1773; ele manteve o cargo até 1775.
Criado cardeal e reservado in pectore no consistório de 12 de dezembro de 1770; publicado no consistório de 15 de março de 1773. Atribuído à SS. CC. da Sagrada Consulta ; Bom Governo, Avignon, Loreto e Fabrica da Basílica de São Pedro. Protetor do Colégio e Confraria da SS. Nome Dio Dio de Pesaro; e da Venerável Congregação da Ascensão, de Città Castello. Participou do conclave de 1774-1775, que elegeu o Papa Pio VI. Recebeu o chapéu vermelho em 18 de março de 1773; e a diaconia de S. Maria in Aquiro, 3 de abril de 1775. Abade commendatario da abadia de San Leonardo di Siponto, Manfredonia, 1779-1788. Optou pela diaconia de S. Maria in Cosmedin, 13 de dezembro de 1779. Optou pela diaconia de S. Eustachio, 27 de setembro de 1780. Durante seus últimos anos, desempenhou um papel proeminente na vida intelectual de Roma; e de 1781 até sua morte, residiu em Villa Malta naquela cidade.
Morreu em Roma em 29 de fevereiro de 1788. Exposto e sepultado na igreja de Santa Cecília, em Roma, no túmulo de seus antepassados, com os demais cardeais de sua família